# Памятник Дзержинскому (Саратов)
Па́мятник Дзержи́нскому — памятник в Саратове на Привокзальной площади. Установлен 23 декабря 1939 года. Скульптор — Дундук Павел Фёдорович (15 ноября 1889—16 января 1940), архитектор — Карпов. При изготовлении памятника использовался постамент от памятника Александру II.
Поначалу Дзержинский стоял лицом к вокзалу, однако после реконструкции в 1977 году он был развёрнут на 180°.
В отличие от аналогичного памятника в Москве, этот памятник даже никогда не предполагалось уничтожать.